# Фролова Вікторія Миколаївна
Вікто́рія Микола́ївна Фроло́ва (нар. 9 травня 1947, Одеса) — українська актриса музичної комедії, народна артистка України (2015).

## Життєпис
Народилась 9 травня 1947 року в Одесі. Мати Вікторії працювала костюмером в Одеському оперному театрі, а тато ходив на суднах далекого плавання, пізніше став заступником начальника Одеського морехідного училища.
В дитинстві навчалась в балетній школі.
На запрошення Матвія Ошеровського вступила до Одеського театрального художньо-технічного училища на відділення артистів оперети. Сам Матвій Абрамович і вів курс, на якому вона навчалась.
Від 1966 — актриса Одеського академічного театру музичної комедії імені М. Водяного.

## Творчість

### Ролі в театрі
- Бал на честь короля — Лариса
- Безіменна зірка — Куку
- Без вини винні — Галчиха
- Біла акація — Серафіма Степанівна
- В амура краще не стріляти — Елла, вдова Гінтер
- Граф Воронцов — Фекла
- Дон Сезар де Базан — Маркіза
- Женихи — Мадам Пендрік
- За двома зайцями — Явдокія Пилипівна
- Кабаре — Фройляйн Кост
- Королева чардашу — Стассі, графиня
- Маріца — Ліза
- Мишоловка — Бойл
- Оголена любов — Антонія
- Одеса-мама — Мутарша Сіма
- Оскар — Жермен Барн'є
- Перша любов Дон Жуана — Донья Анна
- Поживемо — побачимо!.. — Ганна Григорівна Рябушинська
- Скрипаль на даху — Голда, дружина Тевьє
- Тітка Чарлея — Донна Люція Д'Альвадорес
- Тригрошова любов — Дженні-Малина
- Фіалка Монмартру — Мадам Арно
- Цілуй мене, Кет! — Катарина, Лілі Ванессі

### Ролі в кіно
- 2016 — Спогади. Михайло Водяний (документальний)
- 2007 — Ліквідація, епізод
- 1989 — Мистецтво жити в Одесі, Любка Козак

## Нагороди
- Звання "Заслужений артист України" (1996).[2]
- Звання "Народний артист України (2015).[1]